# Regione di Labé
La regione di Labé è una delle otto regioni in cui è diviso lo Stato di Guinea. Capoluogo è la città di Labé. Confina con gli Stati del Senegal e del Mali e con le regioni di Kindia, Faranah, Mamou e Bokè.
La regione è composta di 5 prefetture:
- Koubia
- Labé
- Lélouma
- Mali
- Tougué